# Marek Rubel
Marek Jan Rubel (ur. 19 kwietnia 1953 w Warszawie) – polski naukowiec pracujący w Szwecji, specjalista w zakresie fizyki i chemii powierzchni ciała stałego, plazmy, fuzji termojądrowej i materiałów reaktorowych dla reaktora kontrolowanej syntezy termojądrowej.

## Życiorys
Ukończył VI Liceum Ogólnokształcące im. Tadeusza Reytana w Warszawie (1972) i Wydział Chemii Uniwersytetu Warszawskiego (1977). W 1983 roku uzyskał na Politechnice Warszawskiej stopień doktora nauk technicznych na podstawie rozprawy The Mechanism of Volatile Losses Formation from Noble Metal Catalysts (PT-Rh-Pd) in the Process of Ammonia Oxidation. Od 1993 roku pracownik naukowy Królewskiego Instytutu Technicznego w Sztokholmie, w którym uzyskał stanowisko profesora. W 2018 roku otrzymał tytuł profesora nauk fizycznych.